# Appellationsgericht Kassel
Das Appellationsgericht Kassel oder Appellationsgericht Cassel war ein Appellationsgericht in der preußischen Provinz Hessen-Nassau mit Sitz in Kassel.

## Geschichte
Nach der Annexion Kurhessens durch Preußen 1866 wurde die Gerichtsstruktur der preußischen angegliedert. Für das Oberappellationsgericht Kassel war nun kein Platz mehr. Für die neuen preußischen Provinzen Schleswig-Holstein, Hannover, Hessen-Nassau und das Herzogtum Lauenburg und auch für das Fürstentum Waldeck und Pyrmont wurde 1867 das Oberappellationsgericht zu Berlin gebildet. 1874 wurde dieses Gericht mit dem Preußischen Obertribunal vereinigt.
In Kassel wurde nun mit dem Appellationsgericht Kassel ein zweitinstanzliches Gericht geschaffen. Räumlich war es für den Regierungsbezirk Kassel zuständig, der im Wesentlichen die Gebiete des ehemaligen Kurhessens umfasste. Als erste Instanz dienten die in Amtsgerichte umbenannten bisherigen kurhessischen Justizämter und sechs neu geschaffene Kreisgerichte:
- Kreisgericht Kassel
- Kreisgericht Fulda
- Kreisgericht Hanau
- Kreisgericht Marburg
- Kreisgericht Rinteln
- Kreisgericht Rotenburg

Dat Gericht verfügte über einen Präsidenten, einen Vize-Präsidenten und 14 Räte. Es bestand aus zwei Senaten: einen Zivil- und einem Strafsenat. Zur Beschlussfassung waren fünf Mitglieder notwendig.
Mit Akzessionsvertrag vom 18. Juli 1867 übertrug der Fürst die Verwaltung seines Landes an Preußen. Mit Allerhöchster Verfügung vom 6. Oktober 1868 des preußischen Königs wurden zum 1. Januar 1869 die vier waldeckschen Kreisgerichte in Amtsgerichte und das Obergericht in das Kreisgericht Arolsen umgewandelt. Dieses war dem Appellationsgericht Kassel untergeordnet. Siehe hierzu auch Gerichte im Fürstentum Waldeck und Pyrmont.
Nach dem Inkrafttreten der Reichsjustizgesetze wurde mit dem Gesetz vom 4. März 1878 das Appellationsgericht aufgehoben und an seiner Stelle das Oberlandesgericht Kassel geschaffen.

## Richter

### Präsidenten des Appellationsgerichts
- Richard Luther (1866–1878)
- August Michael Mager (1878–1879)

### Oberappellationsgerichtsräte, ab 1866 Appellationsgerichtsräte
- Otto Bähr
- Emil Friedrich Rothe
- Ernst Carl Moritz von Baumbach
- Carl Reinhard Kaup
- George Otto Gleim
- Heinrich Robert Martin
- Ludwig Büff
- Thomas Scheffer
- Otto Gustav Klingender (ab 1879)[6]

### Appellationsgerichtsräte
- Carl Grandiedier
- Röttger Ganslandt
- Anton Schultheiß
- Otto Klingender
- Wilhelm Vogel
- Alexander Schultze
- Eduard Köhler